# Doramectină
Doramectina este un antihelmintic și ectoparaziticid din clasa avermectinelor. Este utilizat doar în medicina veterinară, pentru tratamentul parazitozelor la bovine, ovine și suine.